# Hazard

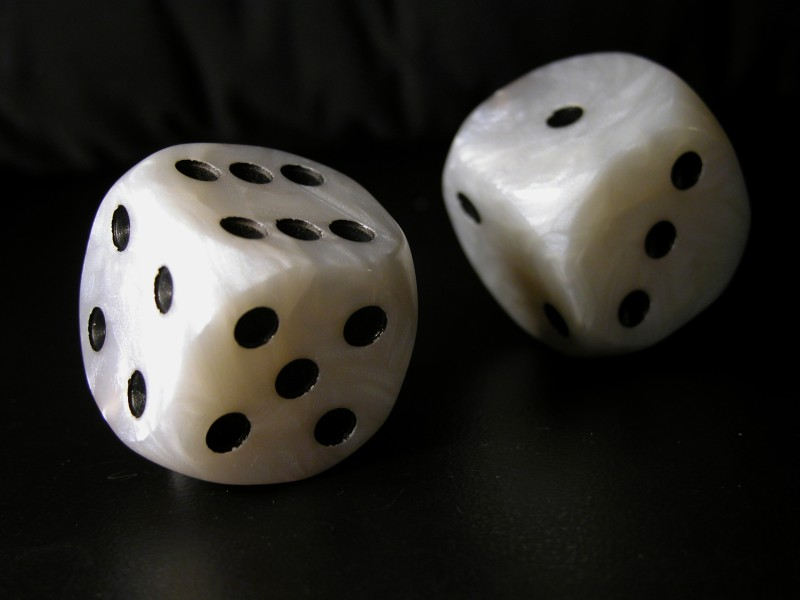
Gra w kości została wymyślona około 4 tysiące lat temu w Azji

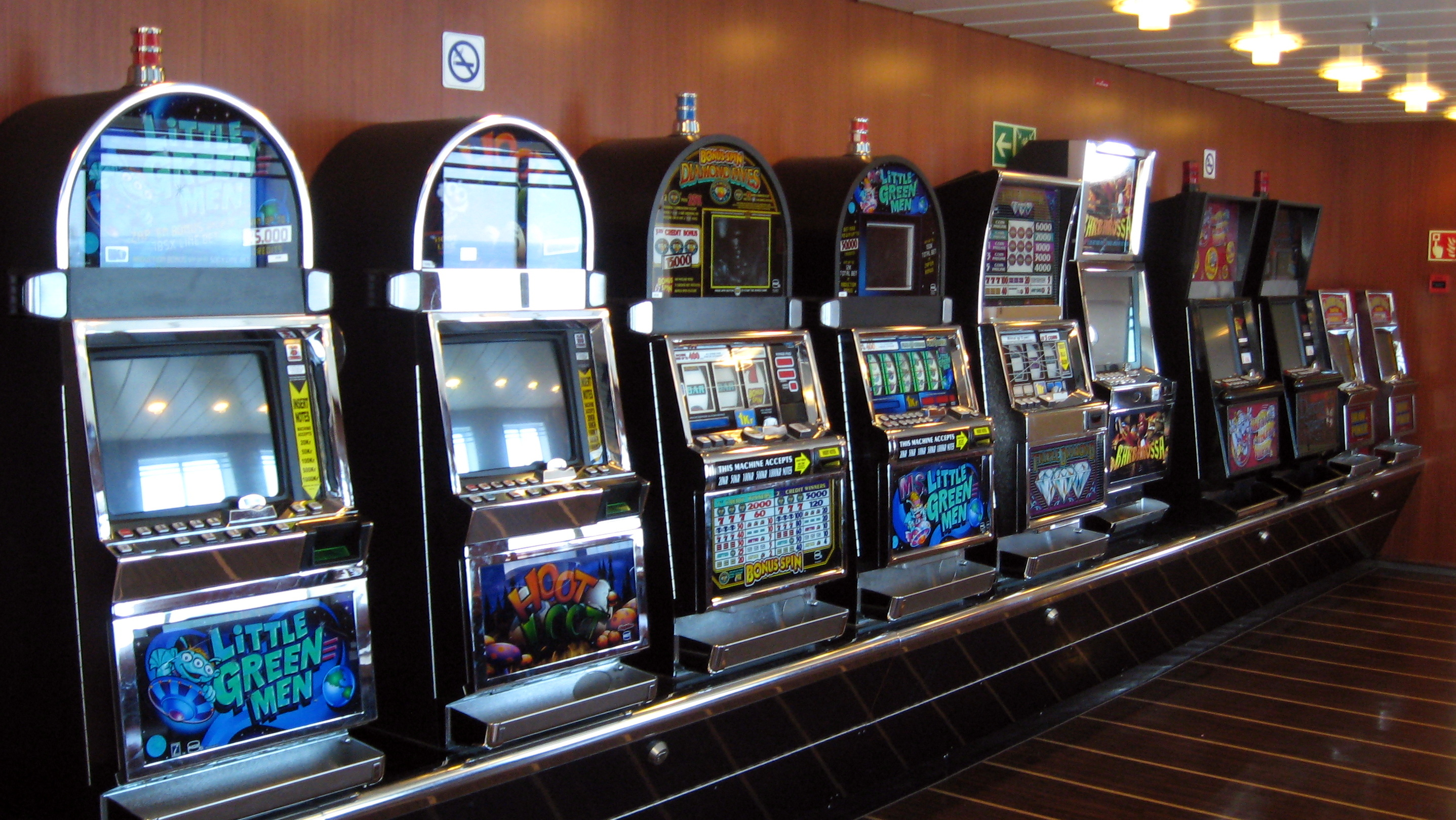
Automaty do gry

Hazard – wszystkie gry o pieniądze lub inne dobra, w których o wygranej w wymiarze losowym decyduje przypadek lub algorytm naśladujący wyniki losowe. Wyraz „hazard” pochodzi z języka arabskiego: „az-zahr” znaczy „kostka” lub „gra w kości”. Angielskie słowo „hazard" oznacza „ryzyko".
Najbardziej znanymi miejscami z uprawiania hazardu są: Las Vegas i Atlantic City w Ameryce Północnej, Monte Carlo w Monako oraz Makau w Azji.

## Historia
Hazard był obecny we wszystkich starożytnych cywilizacjach. O wartościowe rzeczy i niewolników grano w Chinach już około 2300 lat p.n.e., w Tebach około 1500 lat p.n.e. Dowody na gry hazardowe są obecne m.in. w inskrypcjach na piramidzie Cheopsa oraz w Biblii, według której rzymscy żołnierze grali o szaty konającego na krzyżu Chrystusa.
Prawo rzymskie traktowało długi z gry jako zobowiązania naturalne.
Znane do dziś oczko i poker zostały wymyślone w Chinach. Pieniądze, którymi pierwotnie odbywała się rozgrywka, przekształciły się tam w karty. Karty z wzorami dywanów dotarły w XIII wieku do Włoch i Hiszpanii. Tam dodano następnie figury odwołujące się do postaci władców i dworzan: król, dama, walet i joker.
W czasach nowożytnych i współczesnych hazard szybko spopularyzował się na obszarze zwłaszcza Stanów Zjednoczonych. Tam również najwcześniej zaczęto wykorzystywać oficjalne dochody z kasyn i loterii do finansowania inwestycji publicznych. Na początku XX wieku, po krótkim okresie delegalizacji, kolejne stany znosiły zakazy prowadzenia loterii. W 1931 roku zalegalizowano kasyna w Nevadzie.

## Współcześnie
W USA w 2004 roku obrót kasyn wyniósł 47,3 mld dolarów. Według analiz PricewaterhouseCoopers (firmy doradztwa finansowego), w 2009 roku wzrósł do poziomu 64,1 miliarda dolarów. W Europie najwięcej na grę wydają (dane z 2004 r.) Francuzi – 2,5 miliarda euro oraz Niemcy i Brytyjczycy – po około 1 miliarda euro.
W większości krajów muzułmańskich hazard jest zabroniony, lecz Indonezja dopuszcza go na wyspie Batam. W Japonii funkcjonuje 200 tys. nielegalnych kasyno-barów, zwanych „shantis”. Oficjalnie w całej Azji obrót „przemysłu hazardowego” to 8,8 miliarda dolarów, z czego połowę przynosi Makau. Już w II połowie XIX wieku Makau żyło z podatków płaconych przez 2 tys. kasyn.

## Hazard w Polsce
Urządzanie i prowadzenie działalności hazardowej Polsce reguluje ustawa z dnia 19 listopada 2009 r. o grach hazardowych. Określa ona katalog gier hazardowych, które są w Polsce dozwolone, oraz miejsce i warunki ich urządzania. Do ustawowego katalogu gier należą:
- gry liczbowe
- loterie pieniężne
- jackpot
- gra telebingo
- loterie fantowe[3][4]
- gry cylindryczne (np. ruletka)
- gry w karty (blackjack, poker, baccarat rozgrywane o nagrody pieniężne lub rzeczowe)
- gry w kości
- gra bingo pieniężne
- gra bingo fantowe
- loterie promocyjne
- loterie audiotekstowe
- zakłady wzajemne polegające na odgadywaniu wyników sportowego współzawodnictwa ludzi lub zwierząt (totalizator)
- zakłady wzajemne polegające na odgadywaniu zaistnienia różnych zdarzeń (bukmacherstwo)
- gry na automatach

W 2005 roku w Polsce kasyna gry prowadziło 5 podmiotów, salony gier na automatach – 13, a zakłady wzajemne 8 podmiotów.
Ogółem wydano w Polsce na hazard w 2005 kwotę blisko 6,5 mld zł, w tym na gry liczbowe 2,34 mld zł; na grę na automatach o niskich wygranych 1,34 mld zł; w salonach gier na automatach 1,04 mld zł; w kasynach gry 960 mln zł; na zakłady wzajemne 660 mln zł; loterie pieniężne 70 mln zł zł; w salonach bingo 8 mln zł.
Do budżetu państwa z tytułu opodatkowania hazardu w 2005 wpłynęło ponad 805 mln zł.
Hazard w Internecie określany jest terminem „e-hazard” lub „hazard online”. Po aferze hazardowej wprowadzono nowe regulacje, których przedmiotem są również gry losowe w internecie, zaś ich organizacja bez licencji Ministerstwa Finansów jest zabroniona. W rezultacie większość serwisów organizujących tego typu rozgrywki przeniosła się poza granice Polski i kontynuuje świadczenie usług za pomocą internetu. Obecnie (2021) korzystanie z zagranicznych kasyn internetowych jest w Polsce zabronione. Istotną częścią mechanizmu uzależnienia jest nieprzewidywalność wygranej. Hazardziści wierzą, że mają wpływ na wynik gry, o którym w rzeczywistości decyduje przypadek. Uzależnienie od hazardu często współwystępuje z innymi uzależnieniami, na przykład od alkoholu czy narkotyków.
W grudniu 2016 roku zostały wprowadzone poprawki do ustawy hazardowej. Ustawa weszła w życie dnia 1 kwietnia 2017 roku. Od tego dnia w Polsce mogą operować tylko strony, które posiadają polską licencję. Licencja dotyczy jedynie zakładów sportowych, gry kasynowe będą znajdować się pod rządowym monopolem. Oznacza to, że wyłączność na prowadzenie kasyna online w Polsce ma jej rząd, który przez Premiera RP powierzył to zadanie Totalizatorowi Sportowemu.
Wśród najważniejszych zapisów nowej ustawy znalazł się rejestr domen nieposiadających polskiej licencji. Domeny te mają być blokowane przez dostawców usług internetowych dla osób łączących się z terytorium Polski. Za brak blokady zgłoszonej strony grożą kary do 500 tysięcy złotych. Ustawa zobowiązuje wszystkie banki i pośredników finansowych do blokowania wszelkich operacji na rzecz nielegalnych firm bukmacherskich. Wymagane jest specjalne pozwolenie na organizowanie turniejów pokera poza kasynami, a wygrane są wysoko opodatkowane. Automaty hazardowe mogą znajdować się poza kasynami ale tylko w punktach prowadzonych przez spółkę skarbu państwa. 
Grami na automatach są gry na urządzeniach mechanicznych, elektromechanicznych lub elektronicznych, w tym komputerowych oraz gry odpowiadające zasadom gier na automatach urządzane przez sieć Internet o wygrane pieniężne lub rzeczowe, w których gra zawiera element losowości.
Od grudnia 2018 roku gracze z Polski mogą korzystać z usług Total Casino, które jest jedynym legalnym kasynem internetowym w kraju, prowadzonym przez wspomniany Totalizator Sportowy, czyli operatora należącego do Skarbu Państwa.
W dniu 11 lutego 2022 r. na oficjalnej stronie podatki.gov.pl Urzędu Skarbowego ukazał się aktualny wykaz stron internetowych działających legalnie w Polsce.

## Uzależnienie od hazardu
Hazard może być formą uzależnienia, według ICD-10 – F63.0 patologiczny hazard to zaburzenie nawyków i kontroli impulsów, które w USA w latach 1999-2007 było przyczyną 1 zgonu. W badaniu z 2004 roku 12% leczących się uzależnionych hazardzistów przyznało się do próby samobójczej wynikłej z hazardu
Uzależnienie od hazardu rozwija się stopniowo. Zazwyczaj można wyróżnić poniższe etapy:
1. Faza zainteresowania hazardem – dotyczy głównie dzieci i nastolatków. Jest to okres wyraźnego zainteresowania różnymi grami. Faza ta może trwać nawet dziesięć lat.
2. Faza zwycięstw – granie okazjonalne, snucie fantazji na temat dużych wygranych. Zdarzające się wygrane powodują coraz silniejsze pobudzenie, coraz częstsze zakłady i coraz większe stawki. Grający zaczyna wierzyć w to, że ma wpływ na przebieg gry.
3. Faza strat – stawiając na wysokie zakłady, grający naraża się na duże straty. Zaciąga więc pożyczki i podejmuje próby odgrywania się, a w przypadkach powodzenia wygrane idą na spłatę wcześniej zaciągniętych długów. Hazardzista okłamuje swoje otoczenie.
4. Faza desperacji – separacja od rodziny i znajomych, utrata pracy i narastające długi powodują panikę. Presja wierzycieli popycha często nawet ku przestępstwom.
5. Faza utraty nadziei –  dochodzi do rozpadu rodziny oraz utraty przyjaciół. Hazardzista nierzadko ma myśli lub próby samobójcze.
6. Faza zdrowienia (odbudowy) – dotyczy osób, które podejmują terapię. W tej fazie uzależniony stopniowo wraca do normalnego życia.

### Pomoc dla uzależnionych
Obecnie uzależnienie od hazardu leczy się, stosując terapię poznawczo-behawioralną, terapię uzależnień oraz farmakoterapię. Istnieją również liczne społeczności wsparcia dla osób uzależnionych, nazywane grupami Anonimowych Hazardzistów.